# Lista över offentlig konst i Salems kommun
Lista över offentlig konst i Salems kommun är en ofullständig förteckning över utomhusplacerad offentlig konst i Salems kommun.
| Titel                         | Konstnär(er)                      | Årtal | Beskrivning | Typ - material                                         | Plats Koordinater                               | Bild |
| ----------------------------- | --------------------------------- | ----- | ----------- | ------------------------------------------------------ | ----------------------------------------------- | ---- |
| Möte mellan tanke …           | Hadar Tilja                       | 1984  |             | emalj                                                  | Ishallen, Salems C koordinater saknas           |      |
| Kultplats                     | David Scarff                      | 1993  |             | hällristning - stenblästring, brons                    | Ungdomens hus koordinater saknas                |      |
| Plötsligt blev hindren så små | Hadar Tilja                       | 1990  |             | emalj                                                  | Salems Bibliotek koordinater saknas             |      |
| Språnget                      | Per-Inge Isheden                  | 2001  |             | fasadutsmyckning - rostfri stålplåt                    | Skogsängshallen 59.19679, 17.75935              |      |
| Midsommarflickorna            | Solveig Pripp                     | 2003  |             | brons                                                  | Säbyskolan - entré koordinater saknas           |      |
| Olympus Mons                  | Elisabeth Sivard Christer Jansson | 2008  |             | skulptur - vattenskuren labradorsten och rödmålad plåt | Söderby Gårds väg, Rondellen 59.20031, 17.78305 |      |
| Lotusblomma                   | Rebecca Brandt                    | 1993  |             | fasadmosaik - mosaik                                   | Rönninge Centrum 59.19404, 17.74816             |      |